# Hexenturm (Idstein)

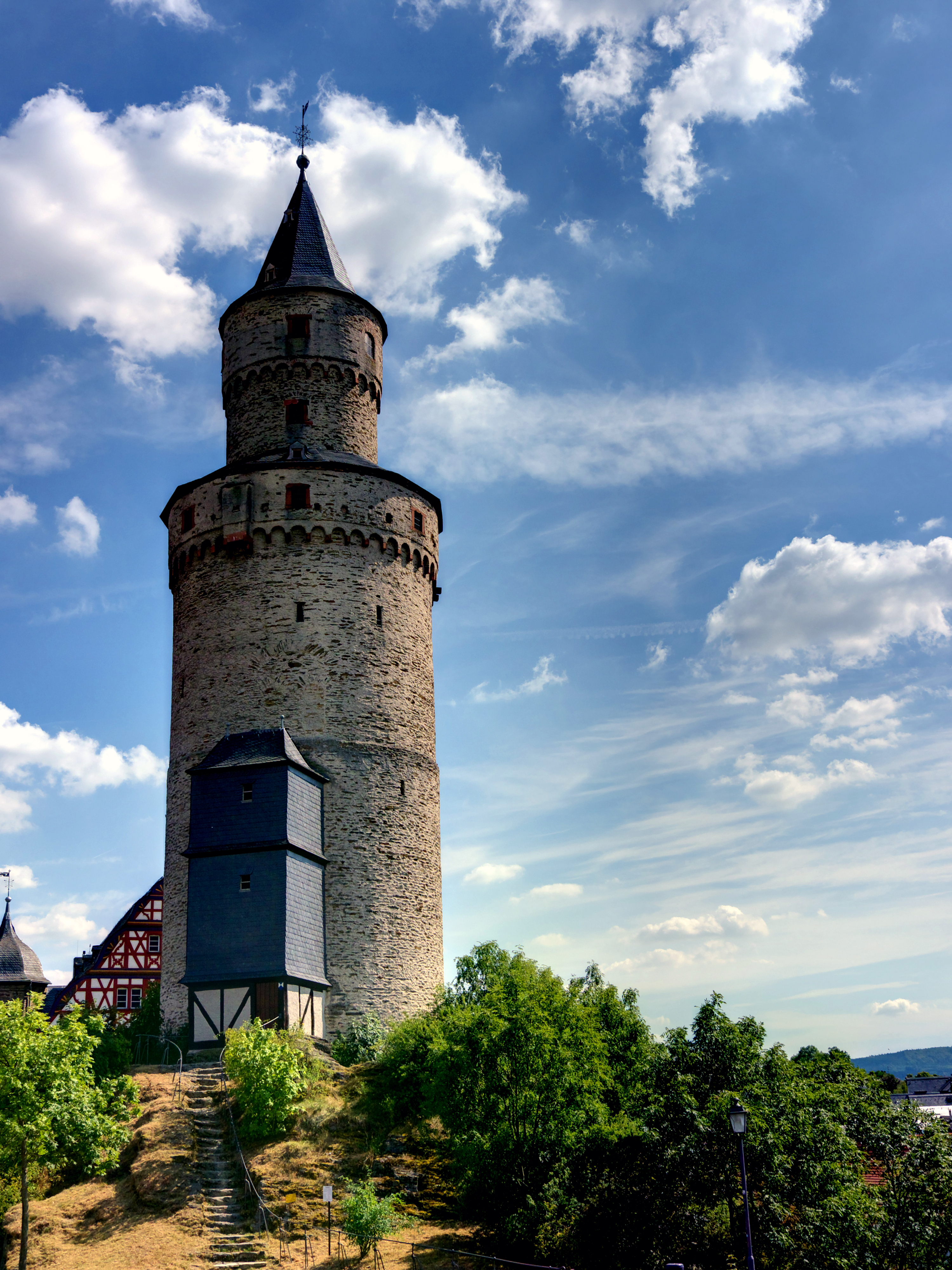
Der Hexenturm

Bei dem rund 42 Meter hohen Hexenturm, dem Wahrzeichen der Stadt Idstein, handelt es sich um den baulich mehrfach veränderten, als Butterfassturm ausgeführten Bergfried der Burg Idstein. Aufgrund seiner exponierten Lage und seiner Höhe prägt er das Idsteiner Stadtbild. Er trägt das internationale Schutzzeichen für die Kennzeichnung von Kulturgut nach der Haager Konvention.

## Lage und Beschreibung

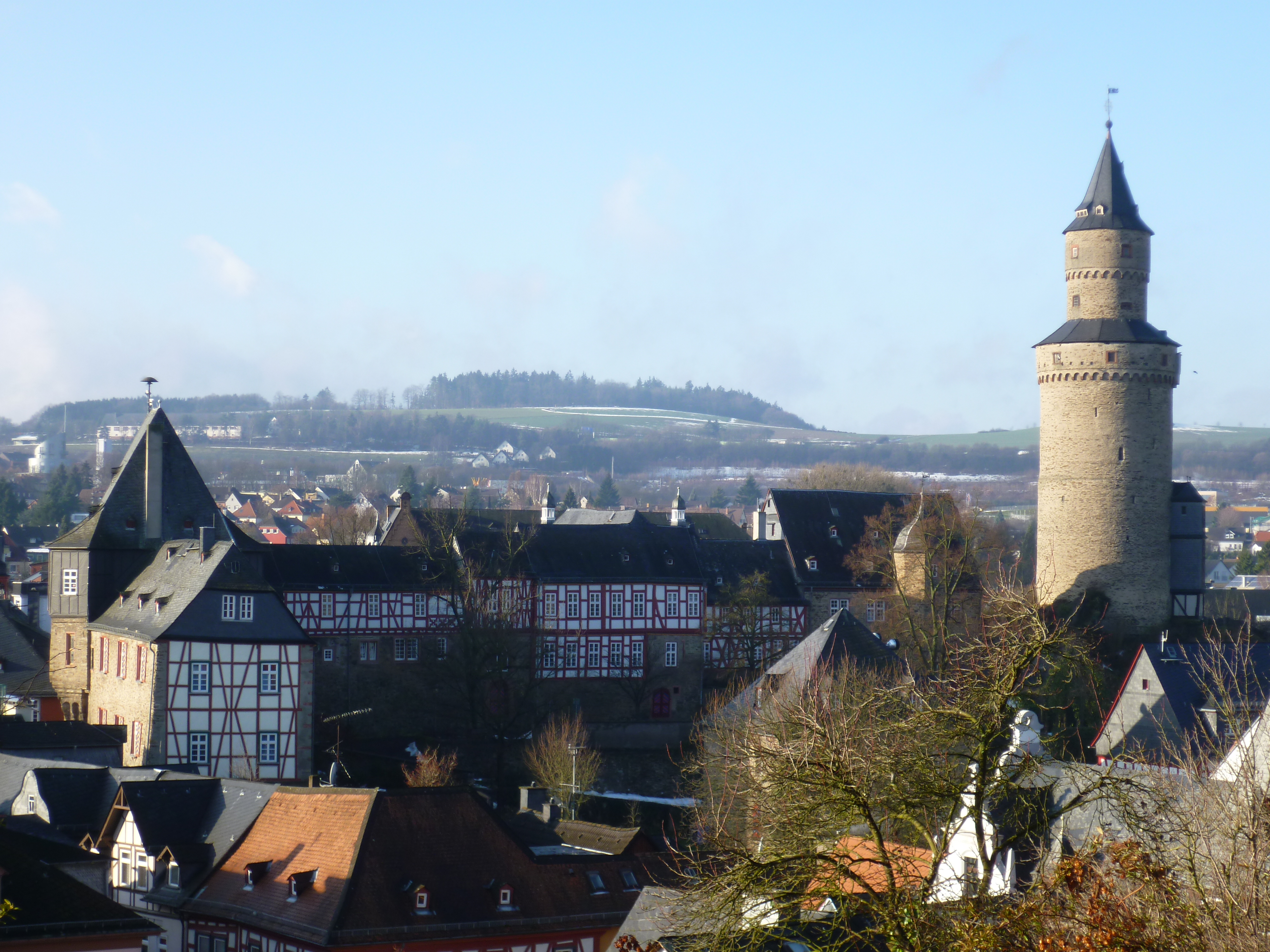
Der Hexenturm und der Bereich der ehemaligen Vorburg der Burg Idstein

Das Logo der Stadt Idstein zeigt den Hexenturm

Der Hexenturm befindet sich im Zentrum Idsteins auf dem höchsten Punkt eines Felsrückens. Er liegt vor der Brücke, die den Halsgraben zum ehemaligen Residenzschloss überquert und die einst Vor- und Hauptburg voneinander trennte.
Der aus Schiefer- und Quarzitbruchsteinmauerwerk errichtete runde Turm erreicht heute eine Höhe von rund 42 Metern. An der Basis hat der Turm einen Außendurchmesser von 11,40 Metern, bei 3,60 Meter Mauerdicke. In etwa 11 Metern Höhe springt das Mauerwerk leicht zurück, so dass sich hier der Außendurchmesser auf 11,20 Meter reduziert. Das Mauerwerk ist hier noch 3,50 Meter dick. Auf einer Höhe von 19,20 Metern ist ein Wehrgang angeordnet. Das Mauerwerk springt hier auf einem Rundbogenfries aus, der Turm hat hier einen Außendurchmesser von 12 Meter. Auf dem Wehrgang aufgesetzt ist ein Schrägdach. In einer Höhe von 24,60 Meter schließt dieses Dach an den aufgesetzten, gemauerten Innenturm an, der einen Außendurchmesser von 6,85 Meter aufweist. In einer Höhe von 28,40 Meter folgt der letzte Abschnitt, das Türmerzimmer. Auch hier springt das Mauerwerk auf einem Rundbogenfries nach außen, der Turm hat hier einen Außendurchmesser von 7,50 Meter. In einer Höhe von 32,25 Meter folgt das Spitzdach.
Dem Turm vorgesetzt ist ein 11,15 Meter hoher Fachwerkbau, dessen Kern eine Treppe bildet, die den Eingang zum Turm in 7,45 Meter Höhe ermöglicht.

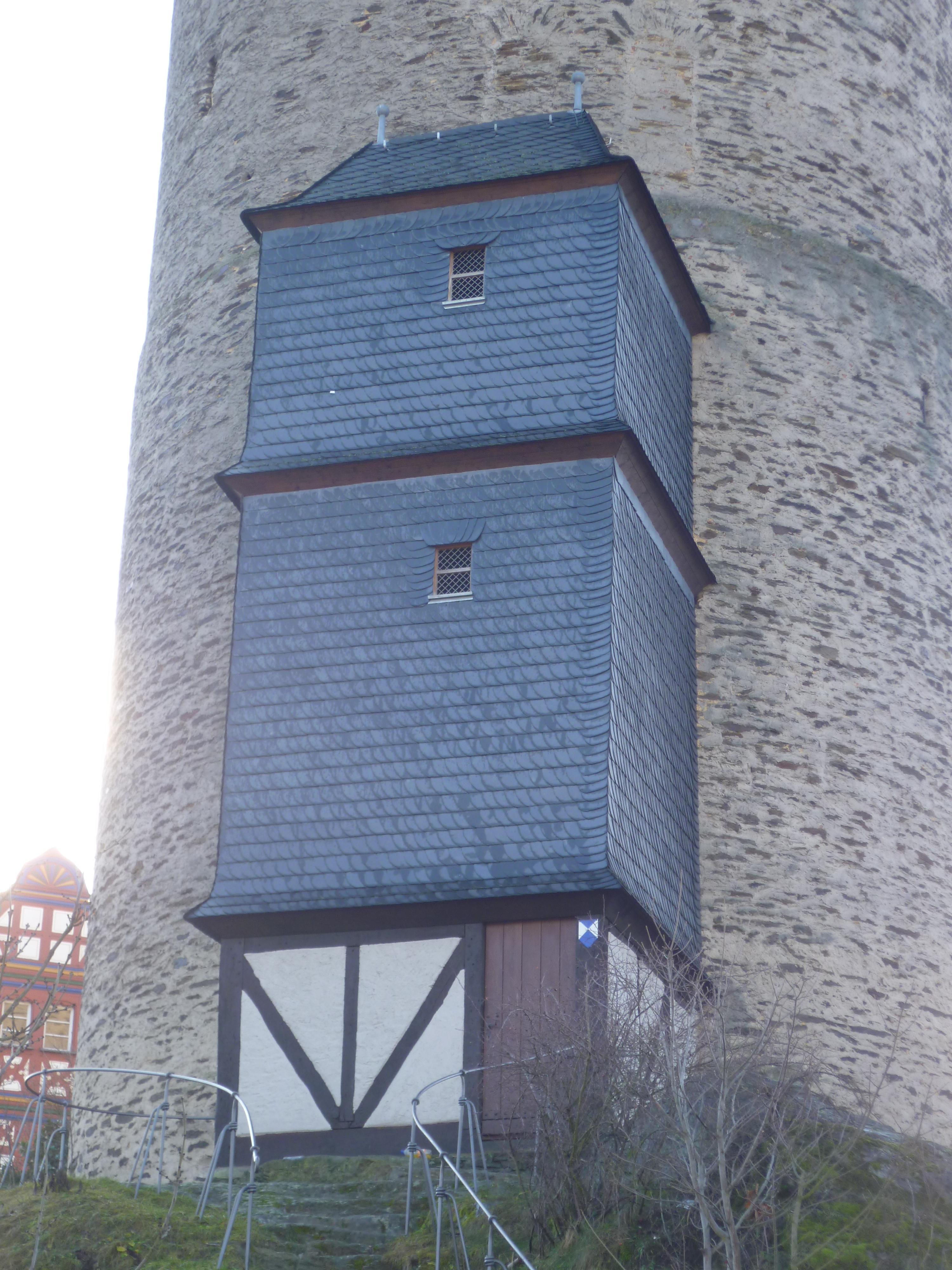
Der mit Fachwerk hergestellte Zugang
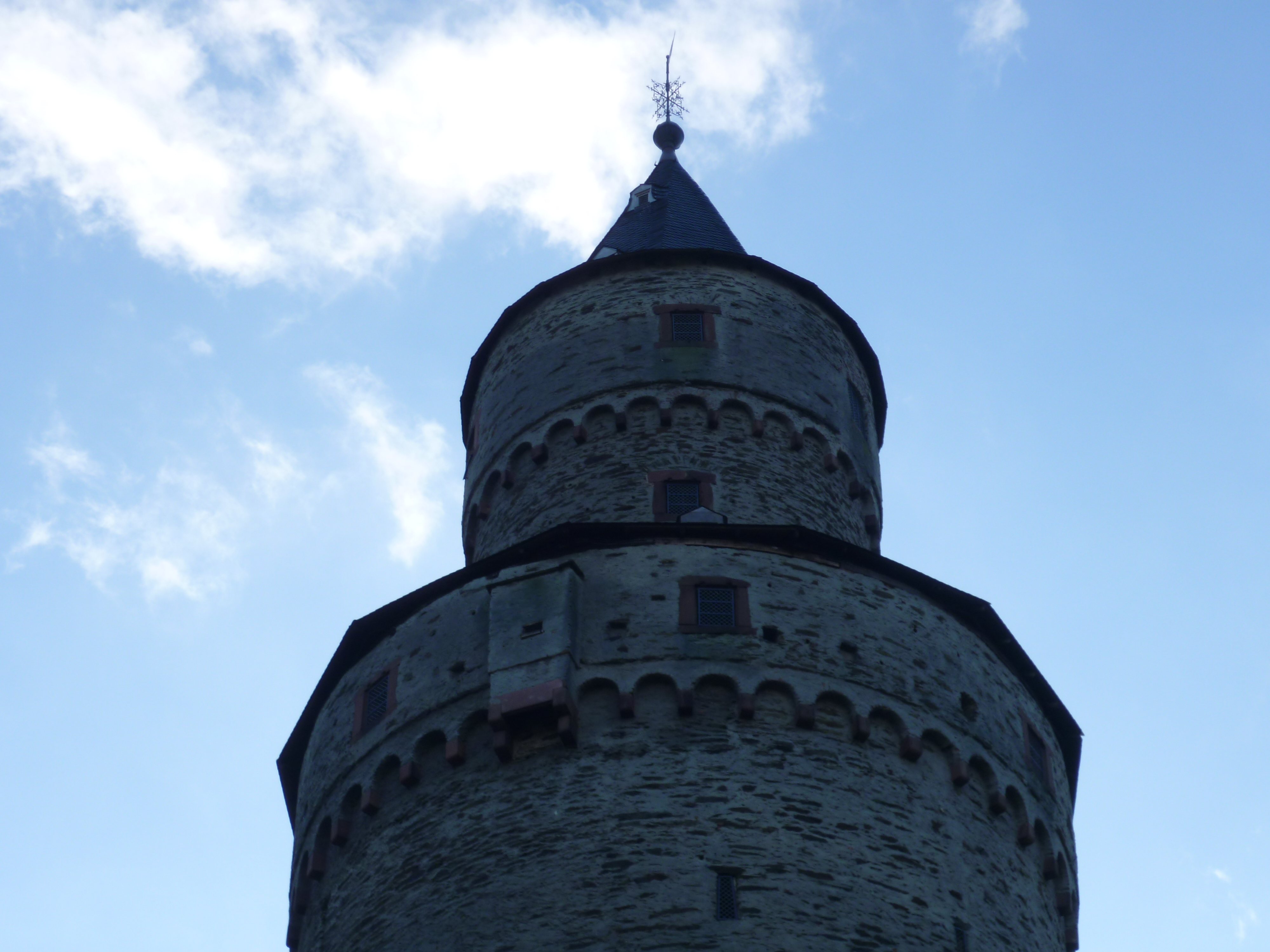
Die Spitze des Hexenturms
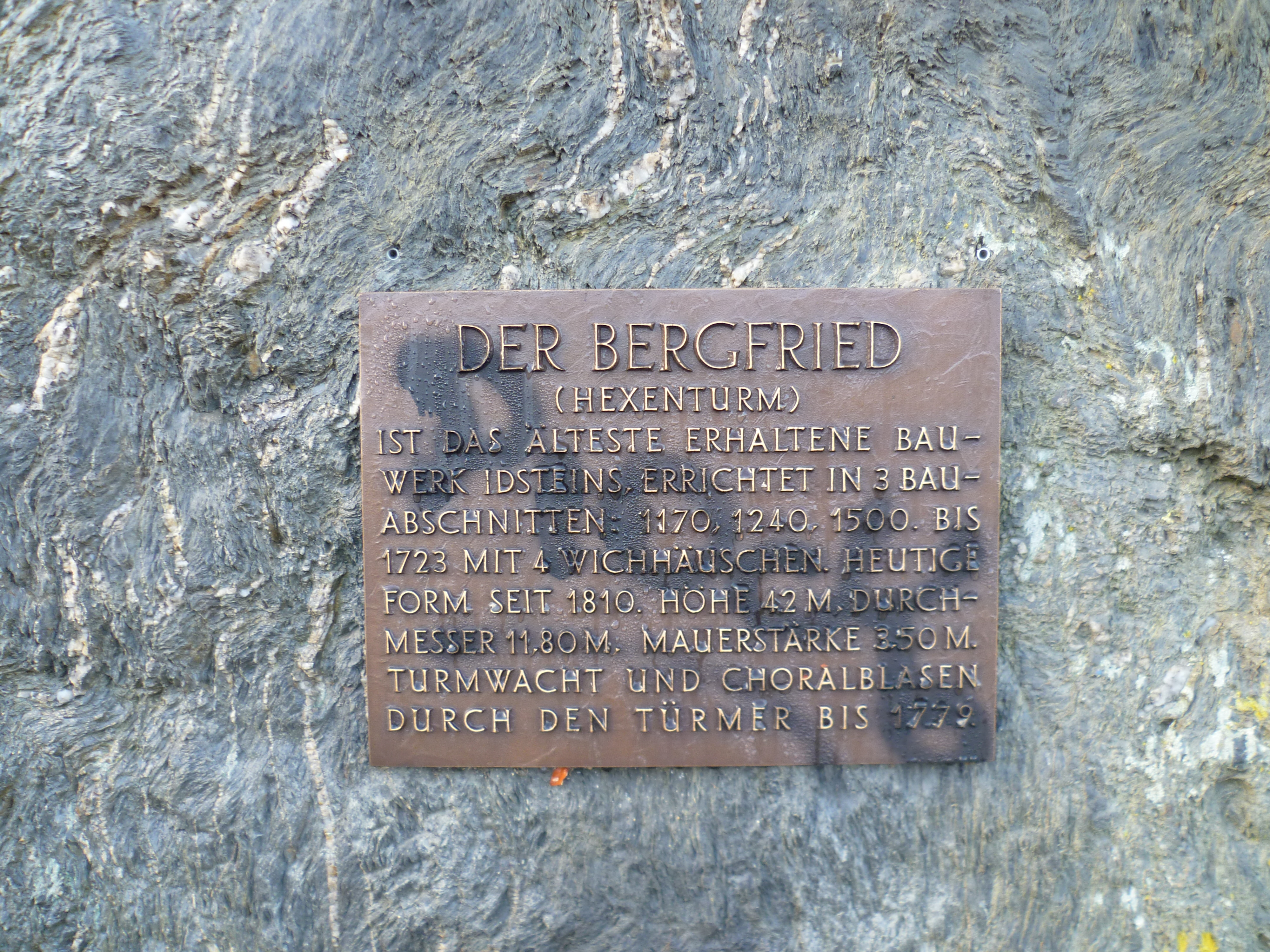
Örtliche durch Vandalismus verschmierte Infotafel
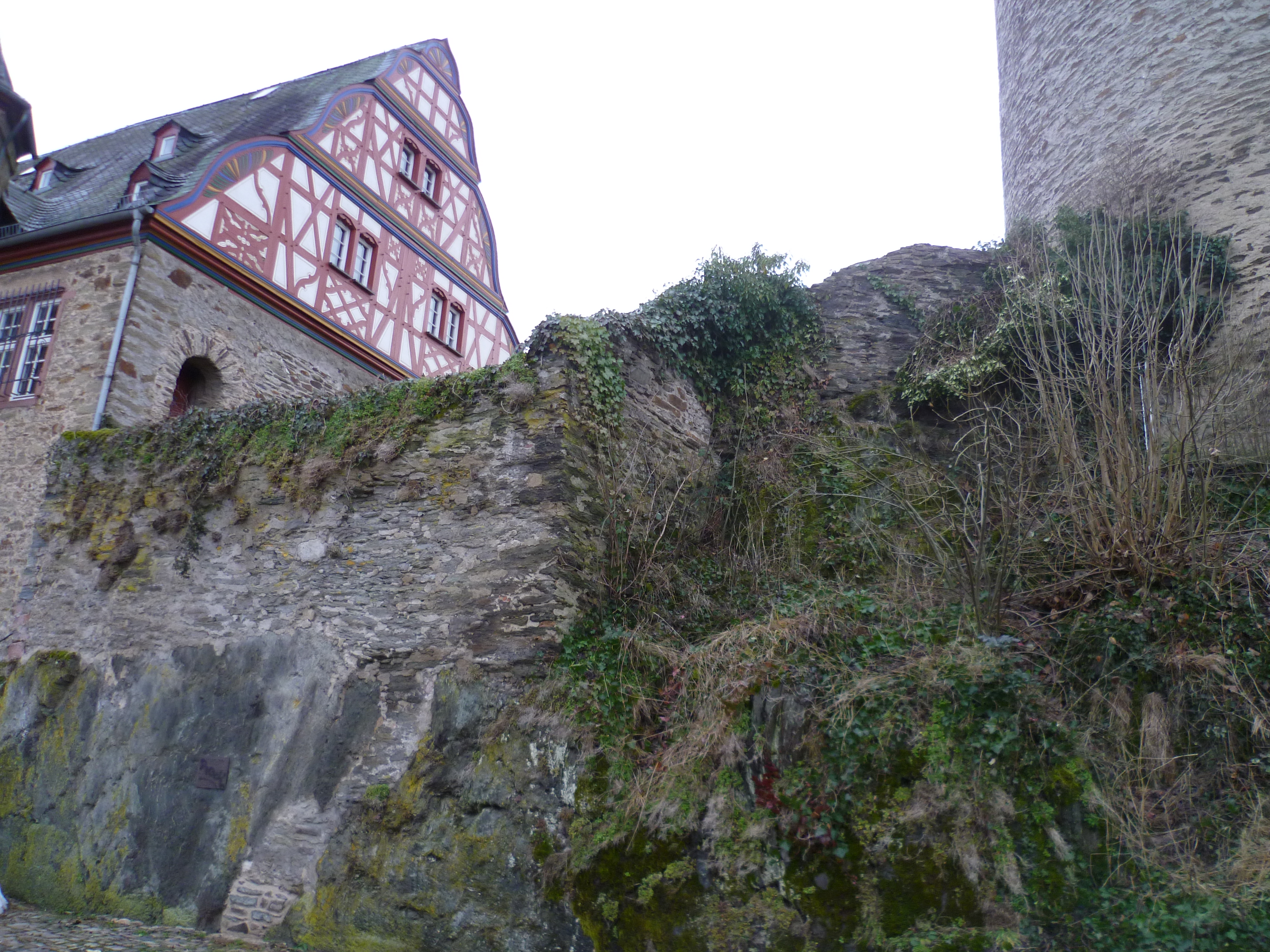
Mauerreste am Fuß des Hexenturms

Das Turminnere, dessen Räume aufgrund der Turmstruktur alle rund sind, gliedert sich in vier Bereiche. Die unterste Ebene stellt das Verlies dar. Der Zugang zu dem Verlies ist nur über eine 0,6 Meter auf 0,6 Meter große Öffnung in der nächsthöheren Ebene möglich. Das Verlies selbst wird durch ein im Scheitelpunkt etwa 7,20 Meter hohes Klostergewölbe gebildet. Im Scheitelpunkt findet sich auch die Zugangsöffnung, das sogenannte „Angstloch“. Lüftungsschlitze oder gar Fenster gibt es im Verlies nicht.
Hierauf folgt die Eingangsebene. Der hier vorhandene Raum weist als Deckenabschluss eine Holzbodenkonstruktion auf. In der Mitte des Raums findet sich eine Holztreppe, welche in 3,70 Meter Höhe an die dann in der Mauer weiter führende Treppe heranführt. In südlicher Richtung findet sich ein Kamin, in nördlicher Richtung ein Rundbogen, an dem ein zugemauertes Doppelfenster („Biforium“) ablesbar ist. In etwa 3,50 Metern Höhe war einst ein Holzboden vorhanden. Dieser Raum könnte als Zuflucht für die Eigentümer der Anlage gedient haben.

Grundriss des Verlieses
Grundriss der Eingangsebene
Schnitt durch den unteren, breiten Zylinder

Die Mauertreppe führt dann in einen Raum, der durch sein Gewölbe geprägt wird. Im Raum finden sich drei Ausguckmöglichkeiten. Die im Mauerkern angelegte Treppe führt von hier aus in den Wehrgang. Der Wehrgang weist unter anderem quadratische Öffnungen im Außenmauerwerk auf, denen entsprechende Öffnungen im Innenturm gegenüberliegen. In historischer Zeit konnten hier bei Bedarf Balken eingelegt werden, um am Wehrgang ein überdachtes Gerüst, eine sogenannte „Hurde“ anlegen zu können, die im Verteidigungsfall einen günstigen Blick- und Schusswinkel bot. In westlicher Richtung liegt eine zugemauerte Tür, die zum Aborterker führte. Im Wehrgang finden sich mehrere Fenster, wie auch der Zugang zum Innenturm, dessen Decke hier eine aus Backsteinen gemauerte Kuppel darstellt. Eine Holztreppe führt weiter hoch in das Türmerzimmer, das den Aufenthalts- und Lebensbereich des Türmers darstellte. Die Kuppel des Türmerzimmers stellt den Abschluss des Mauerwerks dar. Über eine weitere steile Treppe ist die in 32 Metern Höhe gelegene letzte Ebene zu erreichen. Die hier vorhandenen Fenster gewähren einen weiten Überblick, die Sicht reicht an klaren Tagen bis in den Westerwald.

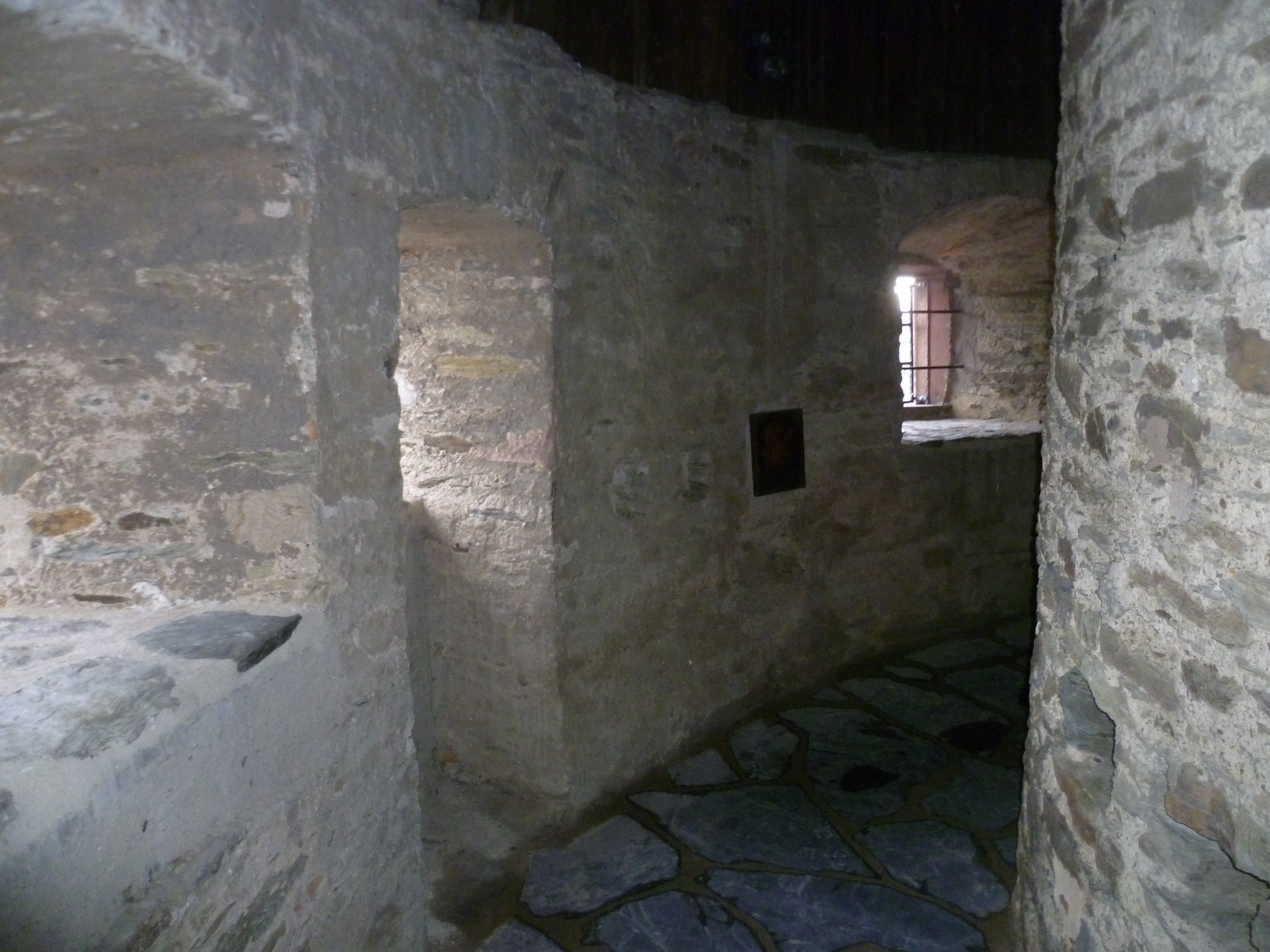
Der Wehrgang mit halbvermauertem Durchgang zum Aborterker
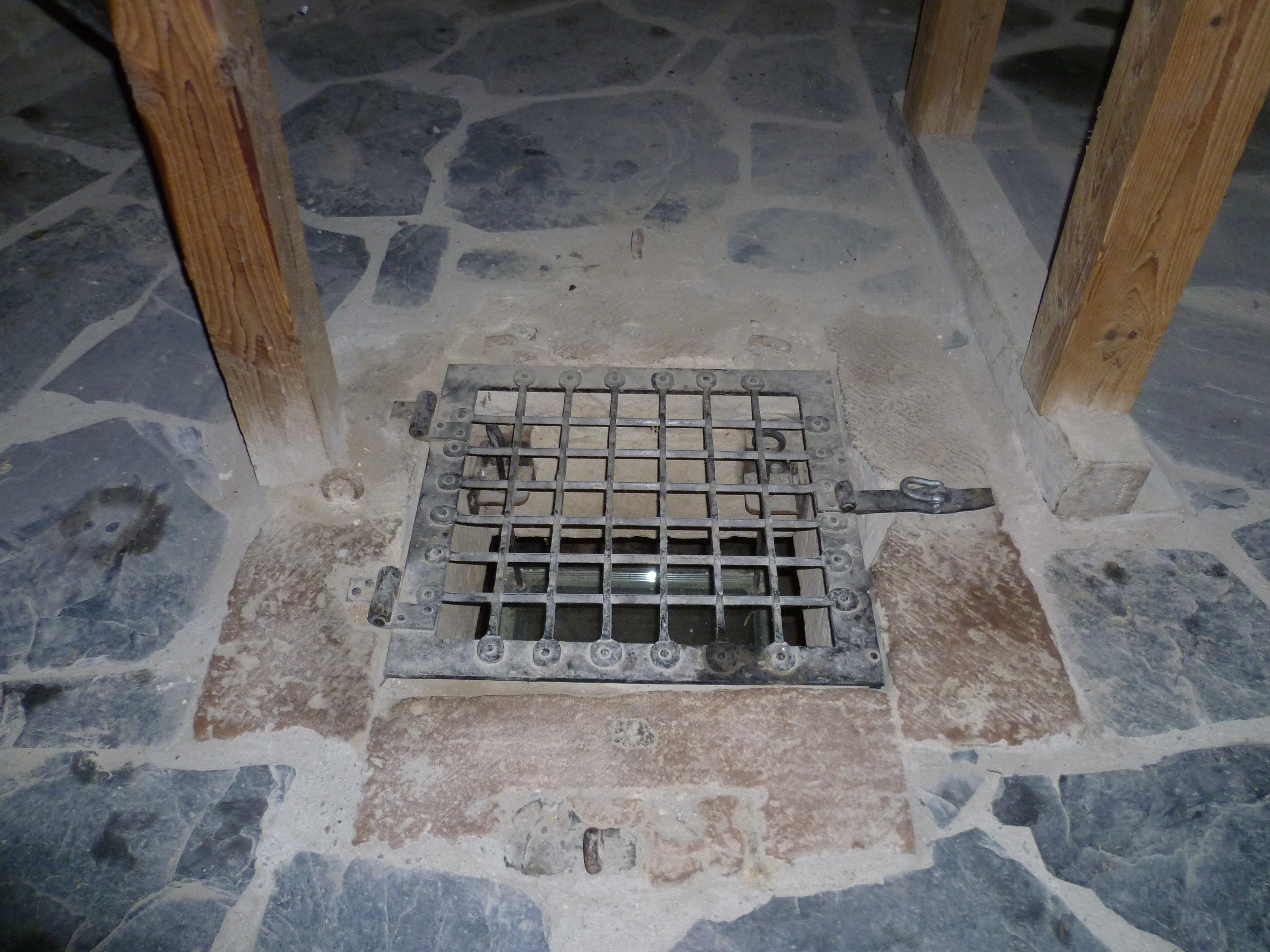
Das „Angstloch“, der Zugang zum Verlies
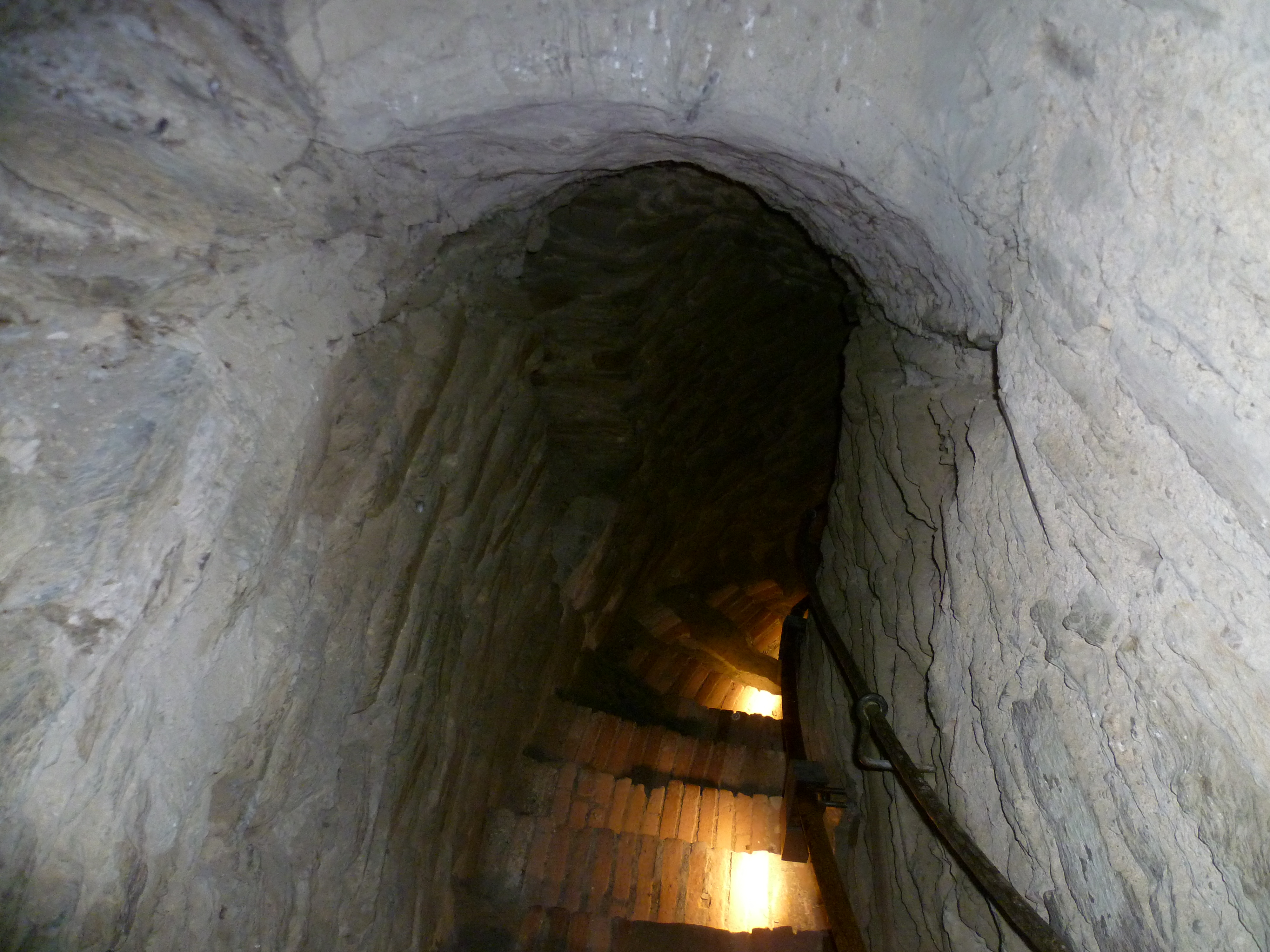
Treppe im Mauerwerk
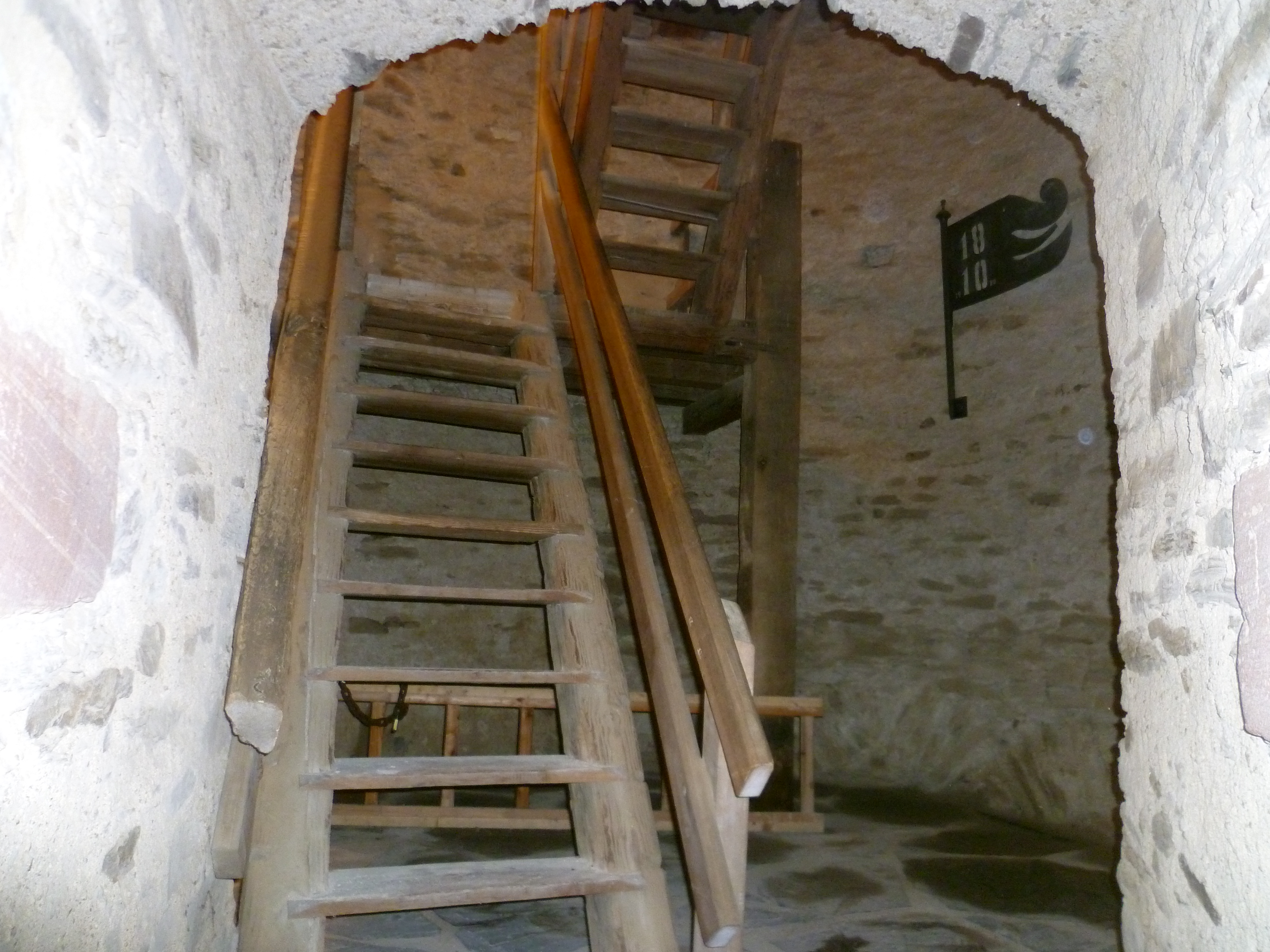
Treppe zum Türmerzimmer

## Geschichte

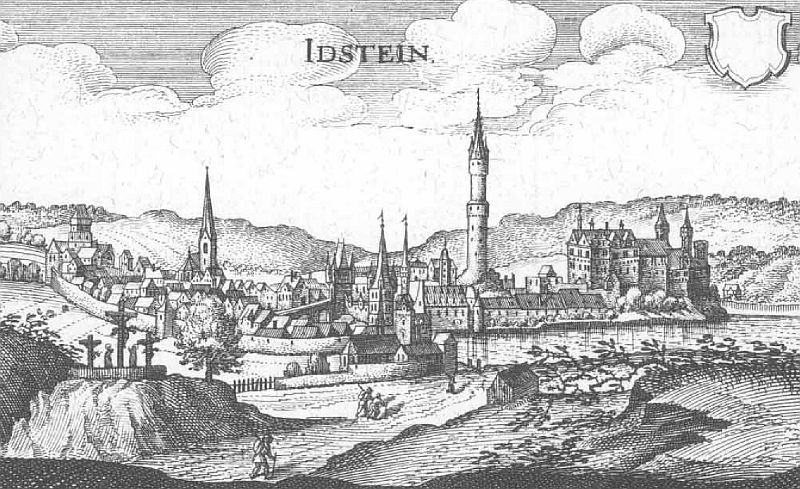
Die Topographia Hassiae von Matthäus Merian 1655 zeigt den Hexenturm noch mit altem Aufsatz

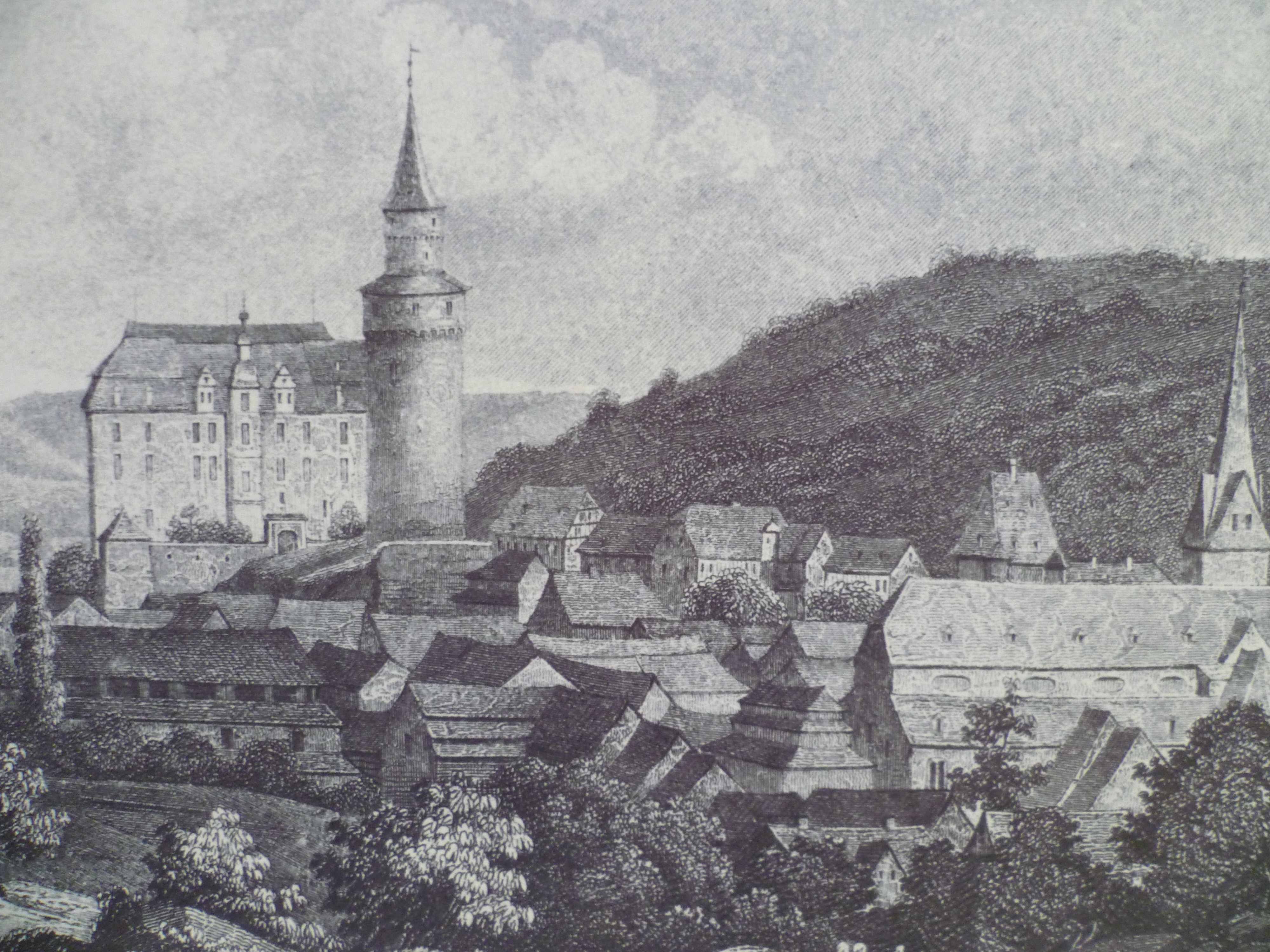
Idstein mit Hexenturm auf einem Stahlstich von 1835

Erbaut wurde der Hexenturm in Idstein in mehreren Bauphasen ab 1170. Der auch zur Besichtigung geöffnete Hexenturm diente in der Zeit seiner aktiven Nutzung vornehmlich als Wachturm. So sind für die Jahre zwischen 1449 und dem Ende des lokalen Türmerdienstes im Jahr 1779 21 Türmer namentlich dokumentiert. Ihre Aufgabe war es, nach Feinden und später nach Schadensfeuern in der Umgebung Ausschau zu halten.
Von 2005 bis 2007 wurde der Hexenturm saniert und in diesem Rahmen von Archäologen und Bauhistorikern umfangreich untersucht, unter anderem auch dendrochronologisch. Diese Untersuchungen zeigten auf, dass der Hexenturm in mindestens drei Bauphasen entstand. Hat man noch bis 2005 angenommen, dass die Errichtung erst um 1355 oder um 1400 begann, so stellte sich heraus, dass der älteste Teil des Turms, die untere Trommel bis in etwa 11 Meter Höhe (bis zum dortigen Absatz), bereits um 1170 erbaut wurde. In der zweiten um 1240 liegenden Phase wurde der Turm um etwa 9 Meter erhöht, reichte dementsprechend bis an den Fries des Wehrgangs.
Um 1500 wurde der innere Zylinder aufgesetzt, der dem Turm seine typische Butterfasscharakteristik gab. Im Zug dieser Phase wurde der Turm auch überdacht. Dieses Dach war etwa 24 Meter hoch, wodurch der Turm seinerzeit etwa 16 Meter höher war als in seiner heutigen Darstellung. Archivalisch ist belegt, dass eine Inschrift des alten Dachgebälks (Kaiserstiel) das Datum 1501 enthielt. Die Dachkonstruktion, ein Spitzhelm, hatte vier Wichhäuser (Wacherker). Diese Ausbaumaßnahmen waren aus verteidigungstechnischen Aspekten absolut veraltet, die seinerzeitigen Entwicklungen in der Artillerietechnik hätten einen gedrungenen Kanonenturm erfordert. Sie dienten vielmehr repräsentativen Zwecken Graf Philipps I. († 1509), wie auch die Errichtung des Torbogengebäudes 1497 diesen Hintergrund hatte. Ebenso wurden in dieser Phase die Rundbogenfriese aus Sandstein am Wehrgang und dem oberen Stockwerk installiert. Um den aus dieser Aufstockung resultierenden Zusatzlasten statisch zu begegnen, wurden alle unbenötigten Öffnungen, insbesondere vorhandene große Biforienfenster, vermauert.
Eine umfangreiche Sanierung wurde 1723 vorgenommen, unter Entfernung der vier Wichtürmchen. Der Fachwerkvorbau mit Treppenaufgang zum Eingang wurde 1733 errichtet. Vorher war der Zugang zum Turm nur über eine Leiter möglich.
Das heutige Dach, ein Pyramidenhelm, wurde 1810 erstellt, wobei hier aufgrund des guten Erhaltungszustands viele Teile des alten Gebälks Verwendung fanden. In der Diskussion stand seinerzeit auch der Verzicht auf eine Dachkonstruktion. Dieser Gedanke wurde allerdings sowohl aus ästhetischen Gründen als auch aus Sorge um Folgeschäden aus der freien Bewitterung verworfen.
Mehrfach wurde der Hexenturm durch Blitzeinschläge beschädigt, so im Oktober 1907, im Mai 1962 und im Mai 1976.
Gekennzeichnet ist die Geschichte des Hexenturms von vielfachen Unzulänglichkeiten und Mangelzuständen. Beispielhaft hierfür steht die Turmuhr, die 1778 abgebaut wurde. Unbekannt ist, wann ihre Einrichtung erfolgte, wie auch ihre Ausrichtung am Turm. Zu vermuten ist, dass sie nach Norden in Richtung Schloss ausgerichtet war – in der Stadt zeigte die Uhr der Unionskirche die Zeit an – und mit dem Ausbau um 1500 aufgehängt wurde. Vielfache Reparaturen dieser Uhr sind dokumentiert, ebenso wie lange Ausfallzeiten. Von 1715 bis 1723 war die Uhr abgebaut und am Schloss installiert. Die Gründe hierfür sind ebenso unbekannt wie der genaue Installationsort am Schloss, wobei angenommen wird, dass sie den Südflügel zierte.
Während beider Weltkriege waren zeitweise militärische Beobachtungseinheiten in der Turmspitze stationiert.
Eine lebenswichtige Aufgabe für die Stadt Idstein erfüllte der Hexenturm am 28. März 1945. Als zum Ende des Zweiten Weltkriegs die Amerikaner einrückten, drohten sie mit dem Beschuss der Stadt für den Fall, dass Idstein nicht kapituliere. Entgegen der Anweisung des Stadtkommandanten hisste Albert Kaus an einem der obersten Fenster des Turms eine weiße Fahne als weithin sichtbares Zeichen der Kapitulation. Er wurde hierfür von deutschen Soldaten fast getötet und konnte nur mit Glück entkommen.

## Namensgebung
In älteren Dokumenten wird der Hexenturm mit anderen Bezeichnungen betitelt, so zum Beispiel Schloßturm, dicker Turm, hoher Turm, Uhrturm oder auch Bergfried. Der Name Hexenturm setzt sich erst seit ungefähr 1900/1910 aufgrund der Verbreitung der Lektüre von Ottokar Schupps (1834–1911) „Die Pfarrfrau von Heftrich“ durch. Ottokar Schupp war nassauischer Volksschriftsteller und evangelischer Pfarrer und in dieser Funktion von 1868 bis 1872 in Walsdorf tätig.
In seiner Geschichte beschreibt Schupp, wie sich die der Hexerei bezichtigte Frau des Heftricher Pfarrers vom offenen Fenster ihres Gefängnisses im Hexenthurm nachts mit ihrem Mann bespricht. Beschrieben wird hier eindeutig der Bergfried.
Dass ein solches Gespräch aber technisch beim Hexenturm nicht möglich war, ergibt sich aus der Struktur dieses Turms. Das Verlies im Hexenturm hat keine Öffnungen nach außen. Auf der über dem Verlies liegenden Eingangsebene gibt es keine Fenster, sondern nur kleine Schlitzöffnungen, durch die angesichts der Mauerstärke von 3,60 Meter auch keine Kommunikation möglich ist. Zudem befindet sich dieser Bereich mindestens 7,50 Meter über dem Boden. Die einzigen Fenster liegen in etwa 30 Meter Höhe vor, was eine Kommunikation auch unmöglich macht.
Es ist vielmehr davon auszugehen, dass die Frau im 1858 wegen Baufälligkeit abgerissenen Stadtmauerturm in der Schlossgasse inhaftiert war. Hier wäre eine Kommunikation möglich gewesen.
Nach der jüngeren Forschung lassen sich keine Belege dafür finden, dass jemals der Hexerei
bezichtigte Personen im Hexenturm inhaftiert waren. Unter dieser Annahme fanden dort auch keine mit den Hexenprozessen
verbundenen Folterungen statt.

## Trivia
- Der Hexenturm ist in Rita Hajaks Roman „Mord im Hexenturm“ Schauplatz eines Kapitalverbrechens.[6]